# Almirante (Bocas del Toro)
Almirante es un corregimiento y ciudad cabecera del distrito de Almirante, en la provincia de Bocas del Toro, y tiene uno de los puertos importantes para la exportación del banano en el país.

## Toponimia
El origen del nombre de la Ciudad de Almirante proviene del rango naval Almirante, que se le otorgó al navegante italo-español Cristóbal Colón; que durante su Cuarto viaje navegó por las aguas de la bahía, que hoy en día lleva su nombre también.

## Historia
Almirante fue construida, por la United Fruit Company, a inicios del siglo XX, como puerto para sus exportaciones de plátanos, el área consistía de rellenos sobre pantanos; pasó a ser sede de las oficinas principales hasta el año de 1970.
Sus primeros pobladores, en su mayoría fueron negros jamaiquinos y de las antillas menores que se trasladaron para trabajar en las plantaciones de banano a inicios de 1900s. Debido a la importancia del puerto de Almirante, también atrajo a comerciantes chinos, hindúes y judíos a inicios de los años 50s. Desde el 2002, una masiva migración de chinos entró en toda la provincia, por lo que es normal verlos en sus negocios.
Almirante fue golpeado por un fuerte terremoto el 22 de abril de 1991. Las casas de madera en su mayoría quedaron destruidas, por lo cual el Gobierno decidió construir nuevas viviendas en las afueras.

## Ubicación
La ciudad de Almirante se encuentra a 24 kilómetros al sureste de la ciudad de Changuinola. Está a orillas de la ensenada de Ambrosio y la bahía del Almirante.

## Geografía
Almirante cuenta con un área de 95.4 km² y una altitud media de 15 m s. n. m.

## Demografía
Se ubica en la tercera posición con más habitantes en la provincia de Bocas del Toro, siendo la población indígena la que más predomina sustituyendo a los negros.
En Almirante se habla español, inglés, lenguas indígenas y Guari-guari.

## Localidades
- Barrios: Barriada Aeropuerto, Barriada Guaymí, Barriada San Agustín, Barrio Francés, Las Golondrinas, Las Vegas, Media Milla, Una Milla y Zegla.
- Poblados: Milla 3, Milla 5, Miraflores, Nuevo Paraíso, Ojo de Agua y Río Oeste.
- Lugares de interés: el Puerto de Almirante, "Sea Wall", el Parque Cincuentenario, Iglesia Católica, Iglesia Anglicana y Ojo de Agua.

A raíz de la creación del Distrito de Almirante en el 2015, los barrios y poblados se combinaron para formar los nuevos corregimientos del distrito.

## Educación
Los centros educativos destacados son:
- Centro Educativo Bilingüe Luis Amigó (privado)
- Colegio Secundario de Almirante (público)
- Escuela Primaria Almirante (público)
- Escuela Berta López - Una Milla (público)

## Economía
En la actualidad las principales actividades económicas son agropecuarias: cultivos cacao, plátanos y la ganadería. Las operaciones en el Puerto de Almirante se han reducido al mínimo ocasionando que muchos se trasladen a la Ciudad de Panamá o proyectos mineros en la Provincia de Coclé en busca de nuevas fuentes de trabajos.

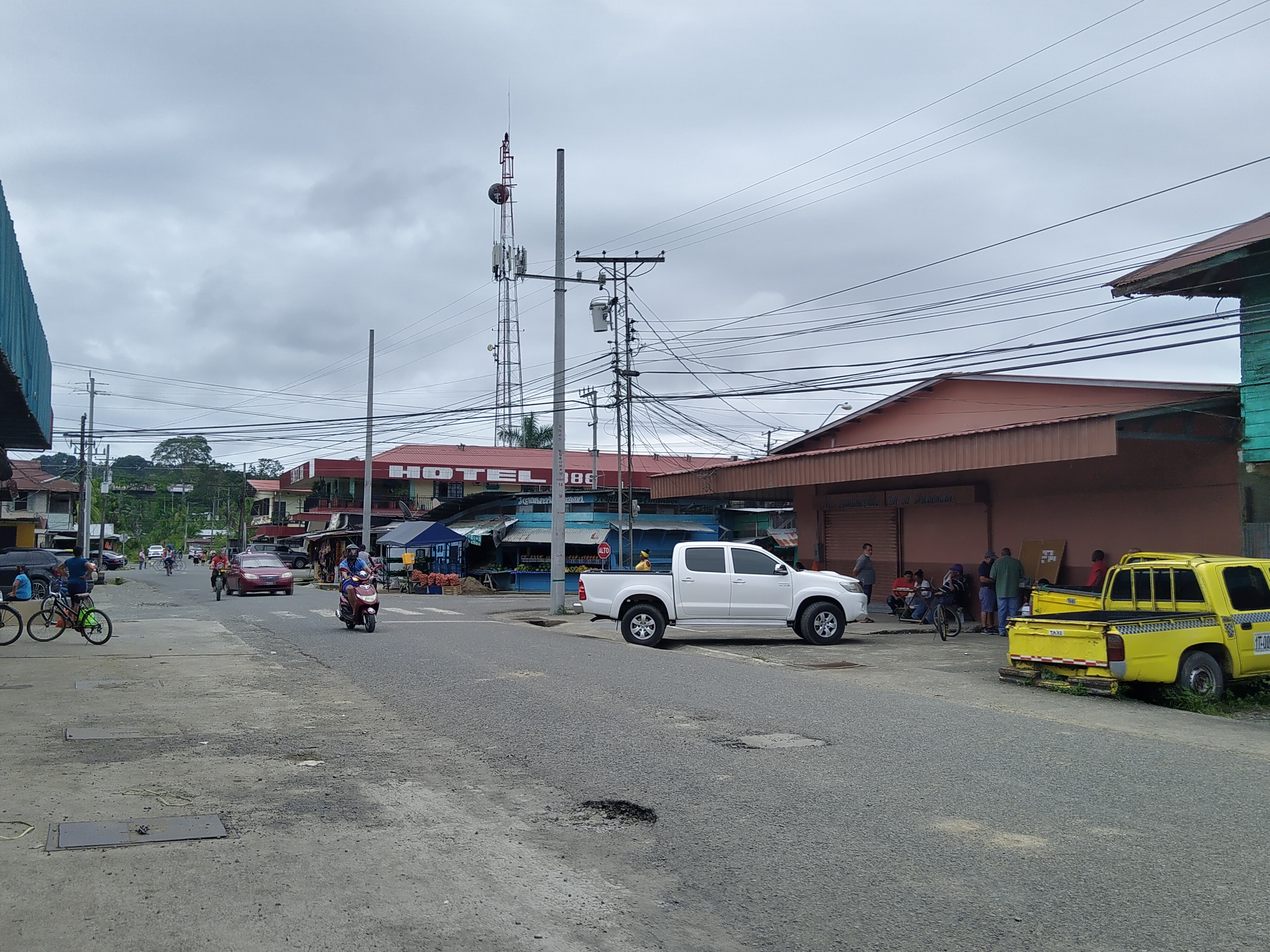
área comercial de la Ciudad de Almirante.

En el año 2010 se construyó una central hidroeléctrica operada por AES en el área montañosa del Distrito de Almirante, la cual incide poco en la economía de la ciudad.

## Transporte

### Carreteras
Las carreteras principales que atraviesan la ciudad son:
- Almirante - Changuinola
- Almirante - Rambala
- Carretera Las Millas - Changuinola (antiguas vías del ferrocarril)
- Vía Almirante - Ojo de Agua - Charco de la Pava

### Puertos
- Puerto Almirante (operado por Chiquita Panamá).
- Puerto de Almirante (Transbordador para Isla Colón).
- Taxis marinos (3).

### Terminales de Autobuses
- Terminal Sincotavecop (situada en el centro de la ciudad, para los buses de Changuinola y comunidades cercanas).
- Terminal Tranceibosa (situada en las afueras de la ciudad en el área conocida como "El Cruce", para los buses de Ciudad de Panamá y David.

Almirante se utiliza principalmente como un punto de partida para viajar hacia las islas del archipiélago. Desde ahí se pueden tomar los taxis marítimos y el transbordador hacia Isla Colón. Además existen servicios privados de transporte para trasladarse a Boquete y Puerto Viejo (Limón).

## Deportes

### Instalaciones
- Cancha de baloncesto de Una Milla, (techada).
- Cancha de fútbol de Barrio Francés, (grama sintética)
- Cancha de fútbol de Miraflores, (grama sintética)
- Cancha de fútbol de Nuevo Paraíso, (grama sintética)
- Estadio de béisbol Myric, (grama natural, actualmente en reconstrucción[4]).

### Deportistas notables
- Fernando Seguignol, (exjugador de béisbol profesional de las Grandes Ligas).
- Iván Murrell, (exjugador de béisbol profesional de las Grandes Ligas).

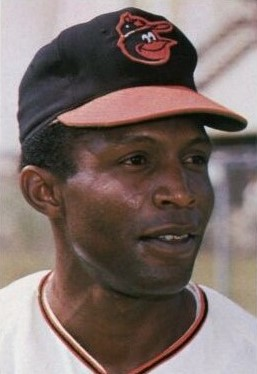
Ruthford "Chico" Salmon con uniforme de los Orioles de Baltimore.

- Ruthford "Chico" Salmon, (exjugador de béisbol profesional de las Grandes Ligas).